# Listrac-de-Durèze
Listrac-de-Durèze – miejscowość i gmina we Francji, w regionie Nowa Akwitania, w departamencie Żyronda.
Według danych na rok 1990 gminę zamieszkiwało 111 osób, a gęstość zaludnienia wynosiła 21 osób/km² (wśród 2290 gmin Akwitanii Listrac-de-Durèze plasuje się na 1065. miejscu pod względem liczby ludności, natomiast pod względem powierzchni na miejscu 1409.).